# 中国南极中山站
中国南极中山站（简称“南极中山站”或“中山站”）是中國極地研究中心在南极洲建立的科学考察站之一，于1989年2月26日建成，是中华人民共和国的第二个南极科学考察站。该站地处南极大陆东部伊麗莎白公主地拉斯曼丘陵的普里茲灣维斯托登半岛（western）上，所在位置距离北京约12553.160公里，与北京的精确方位角为32度30分50秒:150，平均海拔高度达11米。该站名称源自“中国民主革命伟大先驱孙中山先生”，由邓小平亲笔题写站名。

## 历史
中山站是中国大陸在南极洲继长城站开辟的第二个科考站，建成于1989年2月26日。中国大陆自改革开放以来，与国际社会接触更加紧密。1980年代中国大陸开启了此前长期为空白的南极大陆的科考事业。1983年中国大陸加入《南极条约》，1984年11月在李鹏的批示下，派遣首支南极洲考察队到达南极，由郭琨出任队长。1985年2月中国大陸首座科考站长城站在乔治王岛菲尔德斯半岛落成，中国大陸在同年十月因而成为条约协商国成员国。
此后中国大陸开始酝酿在东南极洲新建科考站的计划。之后国家开始派遣人员通过参观访问美国麦克默多站、澳大利亚凯西站等他国科考站来学习建站经验，以及考察了澳戴维斯站、日本昭和站至罗斯海的南极沿岸一带的地形地貌。在勘测的基础上进行了可行性论证，拟出两个方案：位于普里兹湾内的拉斯曼丘陵地带和阿蒙森湾沿岸地带，地表均无冰露岩，有可维持科考的物质条件。1988年6月20日，国家南极考察委员会与国家科学技术委员会、外交部以及国家海洋局等部门联合向国务院递交了计划在东南极新建科考站的的请示，并在这份请示中提议以孙中山先生之名来命名这座新的科考站。同年7月27日请示得到国务院批准。随后在1988年10月初，一批先遣队员抵达拉斯曼丘陵进行实地勘测，证实了此地条件相对阿蒙森湾地段更优越，经南极考察委员会讨论后最终确定了中山站位置。
1988年11月20日第五次南极考察队搭乘“极地”号从青岛出发，由国家海洋局副局长陈德鸿率队。艰难地穿过南极浮冰区和破除近岸崩塌浮冰后，最终于1989年1月25日赶在燃油耗尽前将2300多吨建站物资运卸到了中山站站址。同年2月26日中山站初步建成，在之后进行了不断的扩建改造。2007年12月22日，由中铁建工集团承建的中山站最大的改造工程动工，于2010年2月28日完工。